# Гамбург во французский период

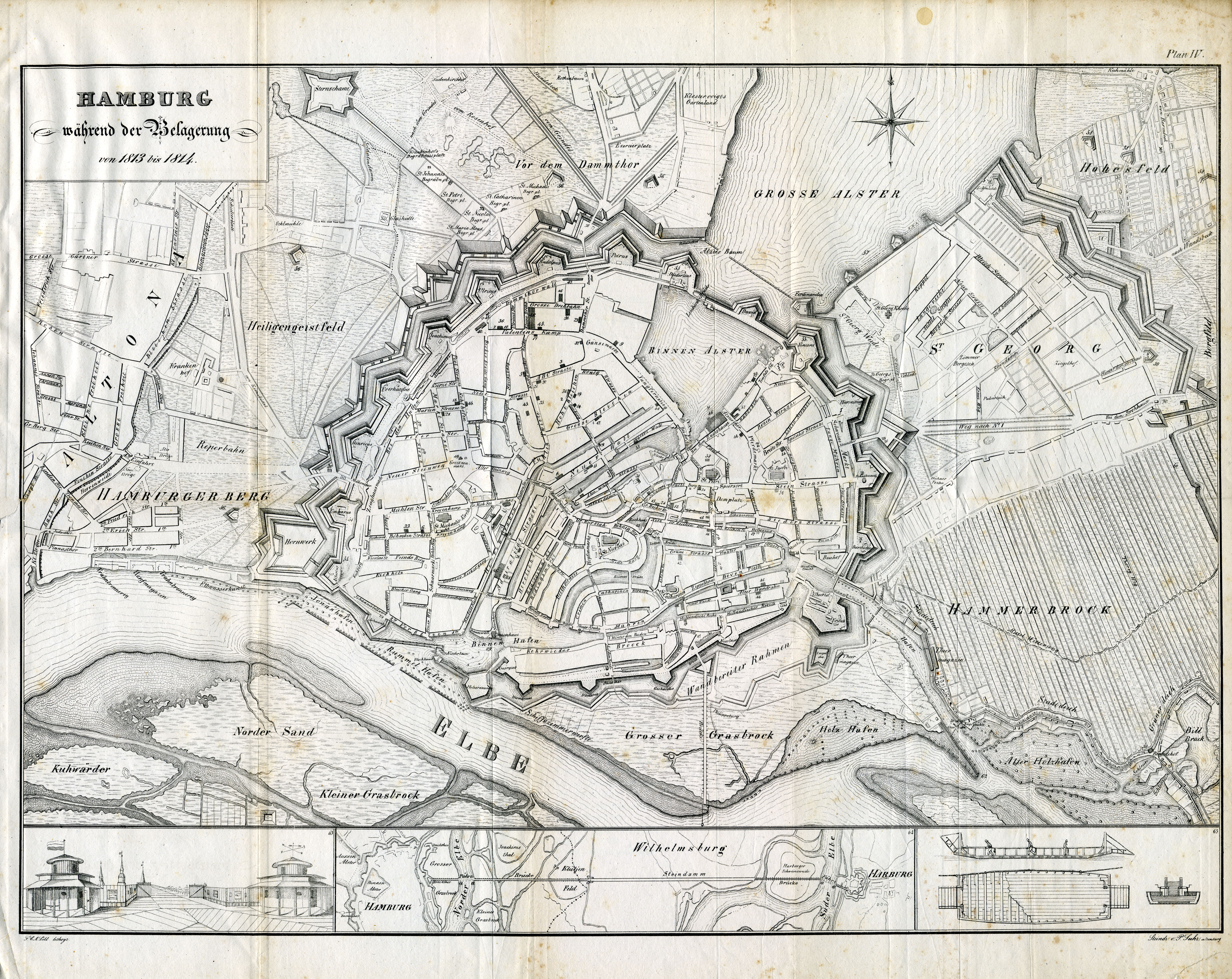
Гамбург в 1813/1814 г.

Гамбург во французский период — период истории Гамбурга с 1806 по 1814 гг., когда город был оккупирован и присоединён к Французской империи.

## Оккупация

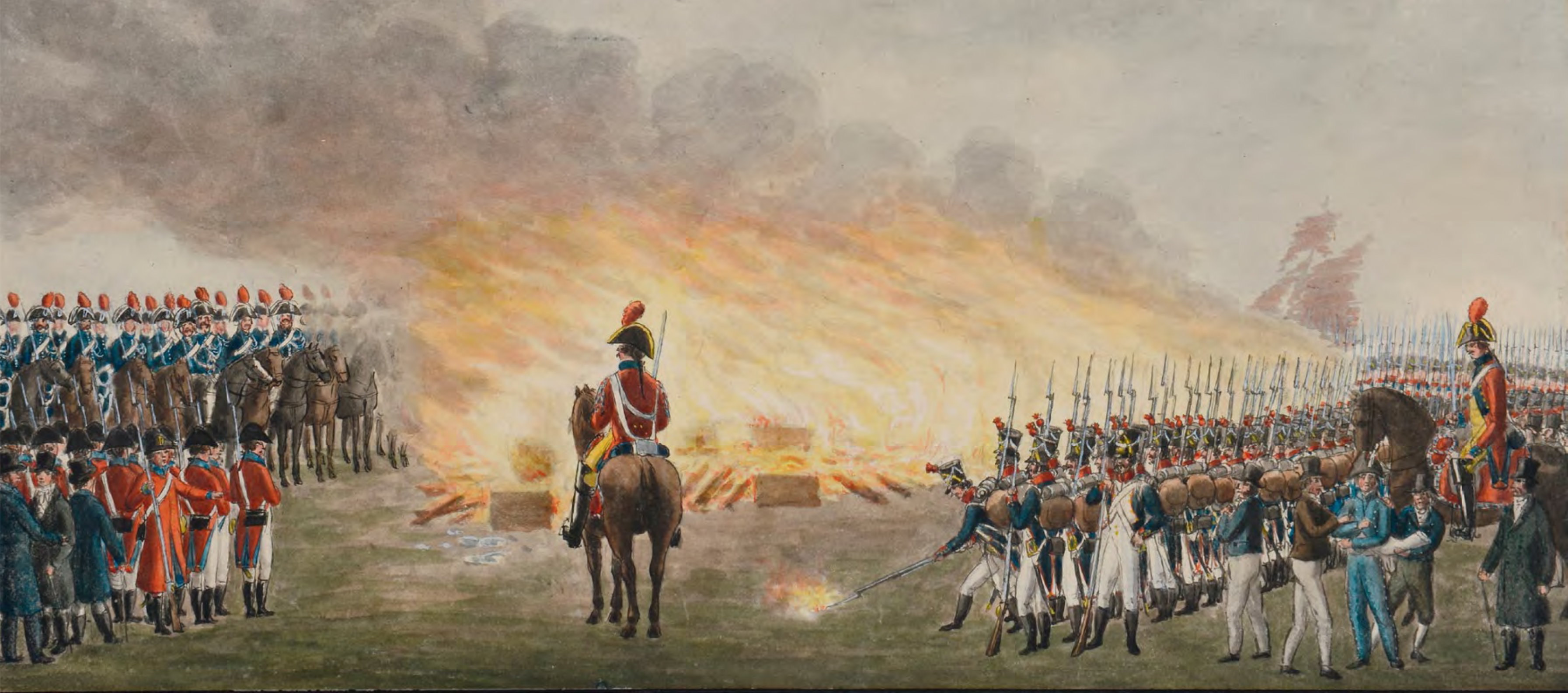
Сожжение английских товаров на Грасбруке (1811 г.).

Чтобы доказать свой нейтралитет в коалиционных войнах, Совет Гамбурга разрушил городские укрепления в 1804 г. Чтобы усилить континентальную блокаду Великобритании, Наполеон 19 ноября 1806 г. во время Четвёртой коалиционной войны оккупировал Гамбург, оккупация с небольшими перерывами продлилась до 1814 года.
Была запрещена торговля с Великобританией, конфисковались британские товары. Поскольку в то время Великобритания была вторым по важности экономическим партнером Гамбурга после Франции, в результате многие торговые компании Гамбурга обанкротились. С другой стороны, контрабанда в сельской местности Дании процветала.

## В составе Франции (1811—1814)
В 1811 году Гамбург стал прямой частью Французской империи. Конституция совета была отменена 13 февраля 1811 г. по решению правительственной комиссии, учрежденной указом от 18 декабря 1810 г. при маршале Даву от 10 февраля 1811 г.. Гамбург (Гамбург по-французски) стал новой столицей Département des Bouches de l’Elbe (департамент устья Эльбы), что заняло 128-е место в списке департаментов Франции. Голландец Патрис де Конинк был префектом до 1813 года, затем Акилле Ле Тоннелье де Бретей до 1814 года.
Район Гамбурга включал в себя штат Гамбург и был разделен на девять кантонов, шесть городских кантонов, пронумерованных от одного до шести, а также Хамм, Бергедорф и Вильгельмсбург. Сенат и городской совет были распущены, вместо них был создан муниципальный совет из 30 человек (примерно столько же, сколько в Сенате), просуществовавший до 26 мая 1814 г. Амандус Август Абендрот был назначен Мэром (мэром), а Жан-Дофин де Шапоруж Мэр-Аджоун (заместителем мэра, замененным Карстеном Вильгельмом Зольтау с 1813 года). Имперский суд (Cour Impériale) был создан в Гамбурге как апелляционный суд для трех ганзейских департаментов. Гражданский кодекс заменил городской статус, в уголовном суде были введены присяжные. Высшие французские чиновники были прикомандированы в Гамбург из внутренних районов Франции, особенно из Эльзаса. В рамках задуманной Наполеоном дороги Гамбург-Париж был построен мост через эльбские острова Грасбрук и Вильгельмсбург, которым угрожало затопление. Она был разрушена льдом после ухода французов в 1814 году, а затем снесена.
Для евреев Гамбурга присоединение к Французской империи принесло полное юридическое равенство. Оно было отменено после ухода французов, а городской совет восстановил дискриминационные еврейские правила 1710 года.

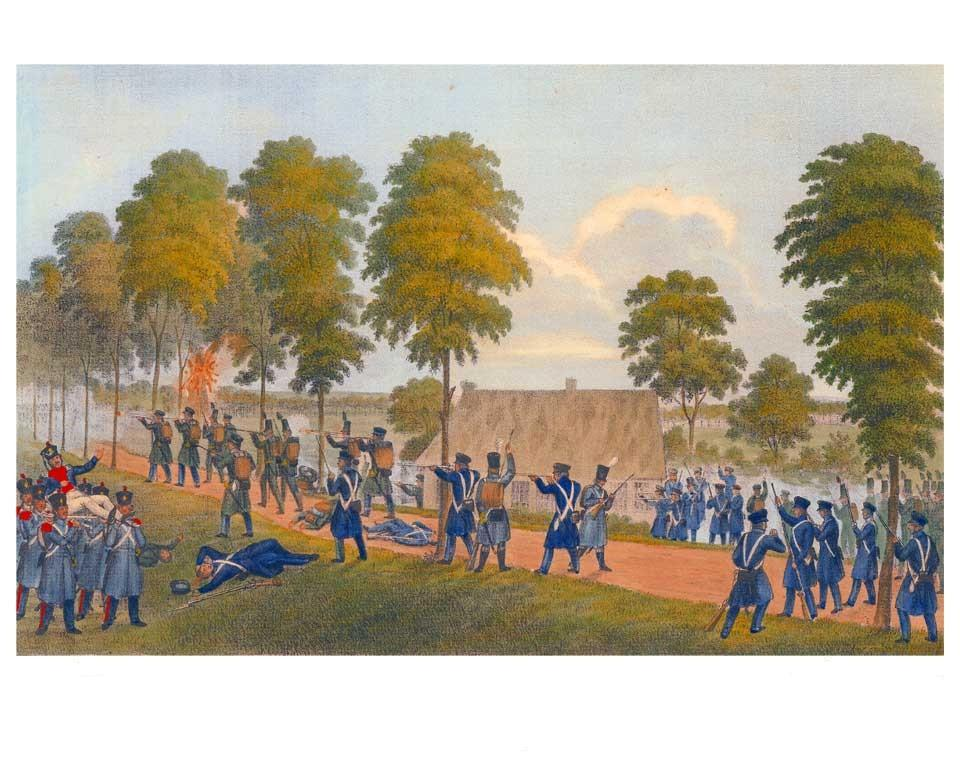
Битва на Ведделе, март 1813 г.

24 февраля 1813 г. вспыхнуло стихийное народное восстание против французских правителей. После того, как он потерпел поражение от вызванных из соседней Альтоны датчан, мэр Абендрот организовал группу линчевателей, набранную из гамбургских купцов, чтобы предотвратить грабежи домов богатых горожан в будущем. Во время войны шестой коалиции к 12 марта французские солдаты были выведены из города, 17 марта 1813 года он был ненадолго освобожден русскими войсками под командованием полковника Карла Теттенборна. Представители старого сената и граждан снова взяли на себя управление на два месяца. Работа Теттенборна в Гамбурге оценивается критически: "Он видел в Гамбурге благоприятное место для обогащения и ведения распутного образа жизни. Его меньше заботила серьёзная защита города, чем сбор «почетного подарка» в размере 5000 фридрихсдоров и получение звания почетного гражданина. Кроме того, вместо ожидаемых 6 тыс.человек в город вошли только 1400 солдат.
Когда войска Наполеона под командованием маршала Даву 30 мая 1813 года снова продвинулись вперед, чтобы отвоевать Гамбург как важнейший бастион северной Германии по приказу Наполеона, после битвы у Неттельнбургского шлюза русские и Ганзейский легион отступили, и французские власти были восстановлены. Мэром стал Фридрих Август Рюдер, который занимал этот пост до мая 1814 г.